# Wolf Warrior 2
Série Wolf Warrior
Wolf Warrior
(2009) Wolf Warrior 3
(?)
Pour plus de détails, voir Fiche technique et Distribution.
Wolf Warrior 2 (战狼2, Zhànláng 2) est un film d'action chinois réalisé par Wu Jing, qui est également le producteur et l'acteur principal, sorti en Chine le 27 juillet 2017,.
Le film est la suite de Wolf Warrior, sorti en 2015. Il raconte l'histoire d'un ancien membre des forces spéciales chinoises nommé Leng Feng qui devient mercenaire et accepte des missions dans le monde entier. Dans la suite, il part sauver ses compatriotes et ses amis africains dans des zones d'Afrique en conflit et occupées par des insurgés et des mercenaires.
Le film est un énorme succès en Chine où il dépasse, en 31 jours, la barre des 800 millions $ de recettes au box-office chinois 2017. Le film rapporte finalement 854 M$ en Chine et un total de 870 M$ dans le monde pour un budget de 30 M$. C'est le second plus gros box office d'un film sur un territoire national derrière Le Reveil de la Force aux États-Unis. Le film a bénéficié de l'absence de concurrence hollywoodienne puisque les films étrangers sont interdits de sortir en Chine durant les vacances d'été chinoises (de fin juin à août). C'est le plus gros succès de tout le temps au box-office de Chine.
Une suite, Wolf Warrior 3, est annoncée dans la scène post-générique.

## Synopsis
Quelque part au large de l'Afrique, des pirates attaquent un bateau. L'un des passagers saute dans l'eau, renverse la barque des pirates et les vainc sous l'eau l'un après l'autre.
C'est Leng Feng, ancien membre de l'unité spéciale chinoise des Wolf Warriors. Quelque temps plus tôt, il est revenu dans sa ville natale et a constaté qu'elle était sur le point d'être détruite complètement. Ayant affronté le chef responsable de la destruction, il a été condamné à deux ans de prison militaire et expulsé des forces spéciales chinoises. Après avoir été libéré de prison, il est parti pour l'Afrique. Il porte toujours sur lui une balle qu'il a trouvée sur le lieu de l'enlèvement de sa fiancée, qui s'est produit alors qu'il était en mission.
Il se retrouve dans un pays africain où des militaires rebelles tentent de prendre le pouvoir. Le pays est à feu et à sang. Il réussit à faire monter sur un navire militaire chinois un commerçant chinois, un enfant africain qu'il fait passer pour son fils adoptif et d'autres clients africains. Toutefois il faut encore sauver le docteur Chen, un grand médecin, ainsi que la mère de l'enfant et d'autres ressortissants chinois. L'armée chinoise, sollicitée par l'ambassadeur, ne peut intervenir sans mandat de l'ONU : Leng Feng décide d'y aller seul.
À l'hôpital, il ne peut pas empêcher un massacre dans lequel meurt le docteur Chen. Il sauve une de ses collaboratrices, une Américaine, qui emmène un vaccin élaboré par Chen, ainsi que la petite Africaine Pasha. Au cours de la fuite, ils sont en contact avec des personnes atteintes par une maladie hautement contagieuse. L'Américaine tente de contacter le consulat de son pays mais tombe sur un répondeur téléphonique.
Ils arrivent dans une usine dirigée par des Chinois, où travaille la mère de l'enfant. Le directeur de l'usine ne voudrait sauver que les cadres chinois, grâce à un hélicoptère qui doit bientôt arriver : Leng Feng s'y oppose et décide qu'il faut sauver tout le monde.
Lors d'un premier combat contre les mercenaires, qui sont dirigés par l'Européen Big Daddy, Leng Feng est pris de malaises : il a été contaminé par les malades qu'il a côtoyés. Heureusement, le vaccin amené par la médecin américaine, jamais encore expérimenté, le guérit en une nuit. Ce vaccin a été élaboré à partir des anti-corps que possède Pasha, ce qui donne une importance particulière à cette enfant.
Les mercenaires attaquent avec des tanks, cherchant à capturer Pasha. Lors d'une bataille homérique, Leng Feng et deux autres Chinois, un soldat chargé de la protection de l'usine et un ouvrier ancien militaire, affrontent des combattants de plus en plus nombreux. Ils sont sauvés par une intervention de l'armée chinoise qui, ayant finalement reçu l'autorisation d'intervenir, envoie une série de missiles pour détruire les chars. Leng Feng constate que Big Daddy utilise des balles identiques à celle qu'il conserve en souvenir de sa petite amie ; il l'affronte en duel et le tue au moment où le mercenaire européen lui dit que les Chinois seront toujours inférieurs aux Européens.
Tous partent sur des camions afin de rejoindre le port. Ils traversent une zone en guerre sans être attaqués, les soldats locaux respectant le drapeau chinois que brandit Leng Feng. Tous sont sauvés et emmenés par les militaires chinois.
Un message final s'inscrit en plein écran sur un passeport chinois : « Aux citoyens de la RPC : si vous rencontrez des dangers à l'étranger, n'abandonnez pas ! Souvenez-vous que derrière vous se tient la puissance de votre mère patrie ! »

## Fiche technique
- Titre original : 战狼2, Zhàn láng 2
- Titre international : Wolf Warrior 2
- Réalisateur : Wu Jing
- Photographie : Peter Ngor
- Montage : Ka-Fai Cheung
- Musique : Joseph Trapanese
- Production : Wu Jing, Jiang Ping, Zhao Haicheng, Li Yang, Zhao Jianjun, Xu Zhiyong, Jing Defu, Liu Kailuo, Deng Hao, Wu Yan
- Budget : 200 000 000 ¥[6]
- Pays d’origine :  Chine
- Langue originale : mandarin, anglais
- Genre : action
- Date de sortie :
  - Chine : 27 juillet 2017

## Distribution
- Wu Jing : Leng Feng
- Celina Jade : docteur Rachel Smith
- Frank Grillo : Big Daddy
- Hans Zhang (en) : Zhuo Yifan

## Production
Le tournage du film a lieu en Afrique et en Chine de juin 2016 à novembre 2016. Pour les scènes africaines, il a surtout été tourné en Afrique du Sud à Soweto et Alexandria. La bataille de chars a été filmée à l'usine sidérurgique Zhaochuan à Zhangjiakou.

## Sortie
Le film sort en Chine le 27 juillet 2017 en MX4D, 4DX, 3D et sur Écran géant chinois (en).

## Réception

### Box-office
Le film est un succès au box-office chinois 2017 et également en Malaisie et en Australie, où des internautes publient en ligne leur avis sur le film après une projection en extérieur. Les recettes du premier jour s'élèvent à 102 millions de yuan et totalisent 2,2 milliards de yuans huit jours après sa sortie. Les recettes s'élèvent à 800 millions USD 31 jours après la sortie en Chine.
C'est le plus grand succès de l'histoire du cinéma chinois et le premier film non anglo-saxon à entrer dans la liste des cent plus gros succès mondiaux.
| Pays      | Box-office    | date d'arrêt du box-office | Nombre de semaines |
| --------- | ------------- | -------------------------- | ------------------ |
| Chine     | 854 248 869 $ | 10/29/17                   | 14                 |
| Australie | 2 697 367 $   | 9/3/17                     | 6                  |
| Monde     | 870 325 439 $ | 10/29/17                   | 10                 |

### Critiques
The Hollywood Reporter écrit : « Le charisme de l'acteur principal est renforcé par ses prouesses athlétiques, ce qui rend les combats à mains nues particulièrement saisissants, en particulier lors d'un brutal affrontement avec Grillo qui offre un point culminant. Le rythme intense du film ne donne pas beaucoup de temps aux spectateurs pour réfléchir sur les failles de l'intrigue ou pour s'inquiéter du développement du personnage, bien que la durée totale de deux heures entraîne une fatigue excessive ». Rob Hunter de Film School Rejects (en), dans sa critique du film, écrit : « Wolf Warrior 2 souffre encore des mêmes problèmes du premier film, mais les améliorations apportées apportent un film d'action visiblement meilleur et plus divertissant. C'est un film amusant qui mêle action, humour et « sentiments » pour les amis et la famille, et si le prochain s'améliore à ce même rythme, Wolf Warrior 3 va être quelque chose d'encore plus spécial ».
Dans Le Monde, Sébastien Le Belzic considère que c'est « le premier film chinois à reprendre les recettes d’Hollywood, sans une once de subtilité, mais avec une bonne dose de propagande et une vision forcément prochinoise. »